# 카구라바치
《카구라바치》(일본어: カグラバチ)는 일본의 만화가 호카조노 타케루가 그린 만화이다. 『주간 소년 점프』(슈에이샤)에서 2023년 42호부터 연재 중이다. 한자 표기는「神楽鉢」이다. 아버지가 살해당한 소년이 아버지가 남긴 요도를 손에 들고 복수를 맹세하는 검극 배틀 액션 만화이다.
2023년 9월 11일 발매된 주간 소년 점프 41호에서 점프 넥스트웨이브(JUMP NEXTWAVE) 신연재 3연탄(新連載3連弾)에 개시. 본작은 그 두 번째 작품으로, 같은 해 42호부터 연재를 개시했다.연재 개시시에는 PV를 공개했다. 2024년 2월 3일부터 단행본 1권 발매를 기념하여 보이스 코믹을 공개한다. 단행본 1권에는 호리코시 코헤이, 2권에는 일본의 싱어송라이터 Vaundy, 3권에는 키시모토 마사시, 각각 초판본이 발행될 때마다 아래 띠에 저명한 인물들의 코멘트를 걸고 있다.
2024년 8월 28일 「다음에 올 만화대상 2024」코믹스 부문 1위를 획득, 2025년 1월에는 제 70회 쇼가쿠칸 만화상 최종 후보로 선출된다.
2025년 3월 시점에서 1~6권의 전자판을 포함한 누계 발행 부수는 190만 부를 돌파하고 있다.

## 작품 설명
카구라바치는 작가 호카조노 타케루의 첫 장편 연재 작품이다. 제 1화가 게재된 시점인 2023년 9월 19일, 일본, 중국, 한국을 제외하고 전세계에서 배포되고 있는 슈에이샤의 앱 '망가 플러스(Manga Plus)' 랭킹 10위에 진입한다. 『블랙 클로버』와 『스파이 패밀리』의 랭킹을 넘어선 것이었다. 24일에는 5위에 올라 『나의 히어로 아카데미아』의 랭킹을 넘게 된다.
원인의 하나로서, 본 작품이 제 1화가 게재되는 42호가 발매되는 19일 이전에, 14일 시점에서 인터넷 상에 내용이 누설되었던 것을 들 수 있다. 그 시점에서 팬 아트나 기존의 만화와 비교하는 영상 등이 이전의 연재작과 비교해서 많이 투고되어 있었다.게다가 이 작품은 인터넷 밈의 이미지가 많이 제작되었다. 주인공 치히로의 일러스트를 사용해, 「점프 사상 최고의 만화」라고 투고된 것을 시작으로, 「ONE PIECE」의 몽키 D. 루피 등, 점프의 인기 작품의 주인공과 치히로의 콜라보 일러스트가 제작되어, 「카구라바치 최고!(カグラバチ最高！)」라는 문구로 투고되었다. 편집자의 공고에 의하면, 본 작품은 「원래 일본도를 사용하거나, 요술이 등장하거나 하는 요즘의 점프 인기 작품의 특성을 잡고 있는 작품이므로, 해외 팬들로부터 주목받는 것도 자연스럽게 느낀다.」라고 하지만, 팬이 애니메이션화를 전제로 한 OST를 투고한 타이밍으로, 밈에 박차가 가해지고 있다.이를 계기로 자작 애니메이션이나 치히로의 목소리를 스스로 더빙한 동영상, 플레이스테이션 4의 소프트웨어에 본 작품의 일러스트를 넣는 것 등이 투고되었다.이것들이 현실에서 일어난 기정 사실처럼 투고되고, 그것에 과잉 반응이 있었던 것으로, 본작의 밈은 현상화되고 있다.쿠소코라(クソコラ)나 사실 무근의 정보도 있었지만 본작의 인기를 끌어올리는 계기가 되었다.그 후 이러한 밈에 싫증이 난 사람들로부터 밈에 대해 비판적인 의견도 거론되고 있다.

## 서지 정보
- 호카조노 타케루 『카구라바치』 슈에이샤 <점프 코믹스>, 전 6권 (2025년 3월 4일 기준)
  1. 「할 일」 2024년 2월 7일 제 1쇄 발행 (2024년 2월 2일 발매[6][11]), ISBN 978-4-08-883819-9
  2. 「엔텐 vs 쿠레구모」 2024년 5월 7일 제 1쇄 발행 (2024년 5월 2일 발매[12]), ISBN 978-4-08-883880-9
  3. 「어둠의 기사」 2024년 7월 9일 제 1쇄 발행 (2024년 7월 4일 발매[13]), ISBN 978-4-08-884116-8
  4. 「대등」 2024년 10월 9일 제 1쇄 발행 (2024년 10월 4일 발매[14]), ISBN 978-4-08-884209-7
  5. 「열광」2024년 12월 9일 제 1쇄 발행 (2024년 12월 4일 발매[15]), ISBN 978-4-08-884348-3
  6. 「깊은 밤」 2025년 3월 9일 제 1쇄 발행(2025년 3월 4일 발매[16]), ISBN 978-4-08-884399-5